# Федр
Федр (лат. Phaedrus, ок. 20 до н. э. в Македонии — ок. 50 н. э.) — римский поэт, выпустивший пять книг басен. Переводил басни Эзопа и подражал им.

## Биография
Марциал в III книге эпиграмм (81—83 гг.) называет Федра «подлецом» (improbus) — судя по тону стихотворения, скорее в шутку, чем всерьёз; но какой он вкладывал смысл в это определение, остаётся загадкой. Авиан, составивший свой сборник басен на рубеже IV и V вв. н. э., в предисловии к нему перечисляет тех авторов, чей пример побудил его обратиться к обработке басен; назвав Эзопа, Сократа и Горация, он продолжает: «Эти же басни пересказал греческими ямбами Бабрий, сжав их до двух томов, а некоторую часть их Федр, развернув на пять книг». Других упоминаний Федра у античных авторов нет. Биография его отчасти реконструируется на основе кратких замечаний автобиографического характера в книгах его басен.
Время жизни Федра определяется заглавием «Phaedri, Augusti liberti…» и текстом, где поэт выдаёт себя за свидетеля громкого уголовного процесса, разбиравшегося перед Августом. Из этого следует, что в правление Августа (ум. в 14 г. н. э.) Федр имел уже не менее 18 лет (при Августе отпускной возраст был ограничен 18—30 годами).
Национальность Федра выясняется из автобиографического отступления в прологе к III книге: он родился в македонской области Пиерии. Таким образом, Федр был македонянин, и родным его языком был греческий. Однако как в содержании его басен нет никаких намёков на его македонскую родину, так и в латинском слоге басен нет никаких следов греческого происхождения автора. По-видимому, Федр ещё в детстве покинул родину, попал в Рим и получил образование в латинской школе. В эпилоге к III книге Федр цитирует стих Энния, «запомнившийся с детства», а произведения Энния были классическим школьным чтением. Сам себя Федр считал латинским поэтом; к «болтливым грекам» он относится с пренебрежением.
О социальном происхождении Федра прямо говорит заглавие его басен: он был сначала рабом, а потом вольноотпущенником императора Августа. Мы не знаем, какую службу нёс Федр в доме Августа и за что получил свободу; естественнее всего предположить, что он был отпущен «за одарённость» (ob ingenium), как некогда Теренций. Положение вольноотпущенника в римском обществе было приниженным; поэтому понятно, что Федр всё время помнит завет Энния: «Плебею грех открыто слово вымолвить» и обращается к своим покровителям в прологах и эпилогах с почтительной робостью.
Начав писать басни, он успел выпустить две книги, как вдруг чем-то навлёк на себя немилость Сеяна и был наказан. После падения Сеяна в 31 году он пишет III книгу и посвящает её некоему Евтиху с просьбой о заступничестве. Просьба, по-видимому, имела успех: Федр не жалуется больше на гонения; но, наученный горьким опытом, теперь он ищет сильных покровителей и посвящает IV книгу Партикулону, а V книгу — Филету. Умер Федр в преклонном возрасте — по-видимому, в 50-х годах н. э.

## Рукописи
Басни Федра дошли до нас в двух рукописных изводах. Первый, более полный извод, представлен двумя рукописями IX—X вв.: Пифеевской (Pithoeanus) и Реймсской (Remensis). Пифеевская рукопись, происхождение которой неизвестно, получила название от имени французского гуманиста Пьера Питу (фр. Pierre Pithou — лат. Petrus Pithoeus), который в 1596 г. сделал по ней первое печатное издание басен Федра. Реймсская рукопись была найдена в 1608 г. иезуитом Сирмоном в реймсском аббатстве св. Ремигия, хранилась в библиотеке аббатства и сгорела там при пожаре в 1774 г. Её текст известен лишь по колляциям видевших её библиотекарей и учёных. Текст Пифеевской и Реймсской рукописей совпадает почти полностью и списан с общего оригинала. Заглавие — «Fedri Augusti liberti liber fabularum». Текст записан без разделения на стихи. Всего в изводе 103 басни.
Второй извод басен Федра представлен Неаполитанской рукописью, написанной около 1465—1470 гг. (Neapolitanus), и Ватиканской рукописью (Vaticanus), которая представляет собой копию предыдущей, сделанную в начале XVI в. (не позже 1517 г.) для герцога Урбинского. Этот извод был составлен видным итальянским гуманистом Никколо Перотти (1430—1480), архиепископом Сипонтинским; его рукопись содержит 64 басни Федра вперемежку с баснями Авиана и стихотворениями самого Перотти. Из переписанных Перотти басен Федра 33 басни известны по первому изводу, и 31 являются новыми; их принято печатать после традиционных 5 книг как Appendix Perottina. Перотти переписывал текст Федра довольно небрежно.
Таким образом, нам известны 134 басни Федра (считая прологи и эпилоги к книгам).

## Творчество
Федр так аргументирует выбор жанра:

…Угнетённость рабская,

Не смевшая сказать того, что хочется,

Все чувства изливала в этих басенках,

Где были ей защитой смех и выдумки.

Басни написаны латинским шестистопным ямбом (ямбическим сенарием), как и комедии Плавта и Теренция. В основном, это переводы басен Эзопа, но также и собственные басни «в духе Эзопа». При составлении своих сборников Федр ориентировался на диатрибу, поэтому подражал Горацию, чьи сатиры были образцом диатрибического стиля в стихах.
Политическая сатира присутствует лишь в первых двух книгах басен с явными намёками на императора Тиберия и его правление, на могущественного временщика этой эпохи Сеяна (басня «Солнце, которое хочет жениться») и др. Однако после каких-то «перипетий», Федр смиряется и начинает заискивать перед богатыми.
Федр считается чересчур прозаичным в своих баснях, с обеднёнными образами, с краткостью изложения, которую он, правда, считал «душою басни». Басни считались презренным низким жанром в литературных кругах императорского Рима.
В поздней античности басни Федра, изложенные прозой, вошли в состав басенного сборника (так называемый «Ромул»), который в течение многих веков служил для школьного обучения и являлся одним из важнейших источников для средневековой басни.
В средние века басни Федра считались утраченными, но в конце XVI века наследство Федра было опубликовано и подлинность его удостоверена.
Среди переводчиков Федра на русский язык — И. С. Барков и М. Л. Гаспаров.

## Переводы
- В серии «Collection Budé»: Phèdre. Fables. Texte établi et traduit par A. Brenot. 6e tirage 2009. XIX, 226 p.

Русские переводы:
- Федра, Августова отпущенника, нравоучительные басни… / Пер. … российскими стихами … И. Баркова. СПб, 1764. 213 стр. (на рус. и лат. яз.)
- Федр. Басни на русск. яз. перев. с приложен. латинского текста Ив. Баркова (СПБ, 1787, 2-е изд.);
- Федр. Басни вместе с баснями Эзопа, с франц. (М., 1792, и 2-е изд., 1810), латинский текст, с объяснениями Н. Ф. Кошанского (СПБ, 1814, 2-е изд., СПБ, 1832);
- Федр. Басни с объяснениями В. Классовского и словарём А. Ладинского (СПб., 1874. 56 стр.; серия «Римские классики»);
- Веркгаупт Г., Пособие к чтению и изучению Федра (с латинск. текстом, М., 1888).
- Избранные переводы А. В. Артюшкова и Н. И. Шатерникова. // Хрестоматия по античной литературе. Т. II. М., Учпедгиз. 1948. = 1959.
- Федр. Басни. В издании: «Хрестоматия по античной литературе. В 2 томах». Для высших учебных заведений. Том 2. Н. Ф. Дератани, Н. А. Тимофеева. Римская литература. М., «Просвещение», 1965
- Федр и Бабрий. Басни. / Пер. М. Л. Гаспарова. (Серия «Литературные памятники»). М.: Издательство АН СССР, 1962. 263 стр. 22000 экз.
  - переизд.: Федр. Басни. / Пер. М. Гаспарова. // Античная басня. М., Худож. лит., 1991. С. 269—346.